# Янь Ні
Янь Ні (кит.: 颜妮, нар. 2 березня 1987) — китайська волейболістка, олімпійська чемпіонка 2016 року.

## Виступи на Олімпіадах
| Олімпіада           | Дисципліна | Місце |
| ------------------- | ---------- | ----- |
| Ріо-де-Жанейро 2016 | волейбол   | 1     |